# Rouvres-sur-Aube
Rouvres-sur-Aube è un comune francese di 105 abitanti situato nel dipartimento dell'Alta Marna nella regione del Grand Est.

## Società

### Evoluzione demografica
Abitanti censiti